# Соломенный щит
«Соломенный щит» (англ. Wara no tate) — японский триллер режиссёра Такаси Миике, вышедший на экраны в 2013 году. Был представлен среди номинантов в основном конкурсе на 66-м Каннском кинофестивале, но не получил ни одной награды.

## Сюжет
Политическая история в Стране восходящего солнца прошла тернистый путь, с многочисленными спадами и подъёмами. Высокоразвитая Япония — это место, где политика и связанные с этой сферой деятельности вопросы имеют первостепенное значение. К этому подходят серьёзно и с большой ответственностью. Относящиеся к этому люди, а особенно те, кто занимает высокие посты, становятся очень влиятельными и далеко не последними персонами в государственных делах. Естественно, политические фигуры обладают внушительными капиталами, требующими постоянной охраны.
А где есть большие деньги, там почти всегда замешан криминал. Следовательно, государственные деятели всегда рискуют собой, днём и ночью находятся в большой опасности. Существует постоянная угроза для их жизней и жизней их родных. В повествовании фильма замешаны недюжинные опасные политические игры. Персонажем, из-за которого и случается представленная история, становится Нинагава. Человек он высокопоставленный, решает многие проблемы японской политики. К тому же, его назначили главным по экономическим связям. Нинагава — обладатель миллиардного состояния. Все его вышеперечисленные характеристики послужили причинами для страшного дела.
На его внучку совершается нападение, её убивают. Опечаленный горем миллиардер не поддался атмосфере ужасного события. Он полон решимости непременно отыскать убийцу. Воспользовавшись своим служебным положением и подключив все связи, довольно быстро ему предоставляют сведения о подозреваемом. Предполагают, что это Киомару. Он имеет судимость за убийство молодой девушки, которое он совершил 8 лет назад. Спустя 3 месяца в газетах появляется объявление под авторством Нинагавы: «Убейте этого человека, и получите в награду миллиард йен». Задача полицейских, доставляющих Киомару в Токио, превращается в настоящую гонку преследования.

## В ролях
- Нанако Мацусима
- Тацуя Фудзивара
- Такао Осава
- Горо Кишитани
- Масато Ибу
- Кэнто Нагаяма
- Цутому Ямадзаки
- Кимико Ё

## Награды и номинации
- 2013 — представлен в основном конкурсе на 66-м Каннском кинофестивале, но не получил ни одной награды.